# Dzień Jedności Narodowej (Białoruś)
Dzień Jedności Narodowej (biał. Дзень народнага адзінства, ros. День народного единства) – białoruskie święto państwowe obchodzone 17 września, ustanowione w 2021. Upamiętnia ono zjednoczenie Zachodniej Białorusi z Białoruską SRR po inwazji ZSRR na Polskę w 1939. Nie jest dniem wolnym od pracy.

## Ustanowienie święta

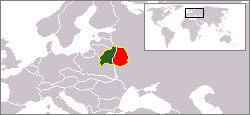
Ziemie Zachodniej Białorusi i Białoruskiej SRR przed 1939

Nowe święto zostało ustanowione przez prezydenta Białorusi Alaksandra Łukaszenkę dekretem nr 206 z dnia 7 czerwca 2021. W oświadczeniu prezydenta napisano, że „17 września stał się aktem sprawiedliwości dziejowej dla narodu białoruskiego, podzielonego wbrew swojej woli w 1921 r. na mocy traktatu pokojowego w Rydze i na zawsze utrwalonego w narodowej tradycji historycznej”. Przed decyzją prezydenta Wszechbiałoruskie Zgromadzenie Ludowe przeprowadziło ankietę wśród Białorusinów w sprawie nowego święta. Do wyboru były dwie daty – 17 września i 14 grudnia (przyjęcie przez Radę Najwyższą BSRR ustawy o przyjęciu Zachodniej Białorusi w skład Białoruskiej Socjalistycznej Republiki Radzieckiej). Historycy białoruscy zaznaczają, że święto obchodzono w tym dniu do 1949 – później z obchodów zrezygnowano, aby nie powodowały napięć w  relacjach z Polską.

## Krytyka
Ustanowienie święta zostało uznane za decyzję polityczną – miało ono miejsce po masowych protestach w 2020 i pogorszeniu stosunków dyplomatycznych z Polską. Polskie Ministerstwo Spraw Zagranicznych wydało oświadczenie, w którym krytykuje „opieranie polityki historycznej Białorusi na dziedzictwie paktu Stalina i Hitlera”. W podobnym tonie wydany został komunikat IPN, w którym dzień 17 września został nazwany „Świętem Jedności Dwóch Totalitaryzmów”. Solidarność z Polską wyrazili m.in. minister spraw zagranicznych Litwy Gabrielius Landsbergis oraz chargé d’affaires ad interim ambasady USA w Polsce Bix Aliu.

## Obchody
W ramach pierwszych obchodów Dnia Jedności Narodowej w wielu miastach Białorusi zorganizowano uroczystości, podczas których m.in. nadawano placom i skwerom nazwy Jedności Narodowej, odsłaniano pomniki oraz oddawano do użytku lokalne drogi. W Baranowiczach otwarto pierwsze w kraju Muzeum Jedności Narodowej. Centralne obchody miały miejsce w Mińsku, podczas Forum Sił Patriotycznych. Wzięli w nim udział najważniejsi politycy w kraju, na czele z prezydentem Łukaszenką.